# ویژلووکا
ویژلووکا (به چکی: Vyžlovka) یک منطقهٔ مسکونی در جمهوری چک است که در شهرستان پراگ-شرق واقع شده‌است.